# Marienkirche (Schmähingen)

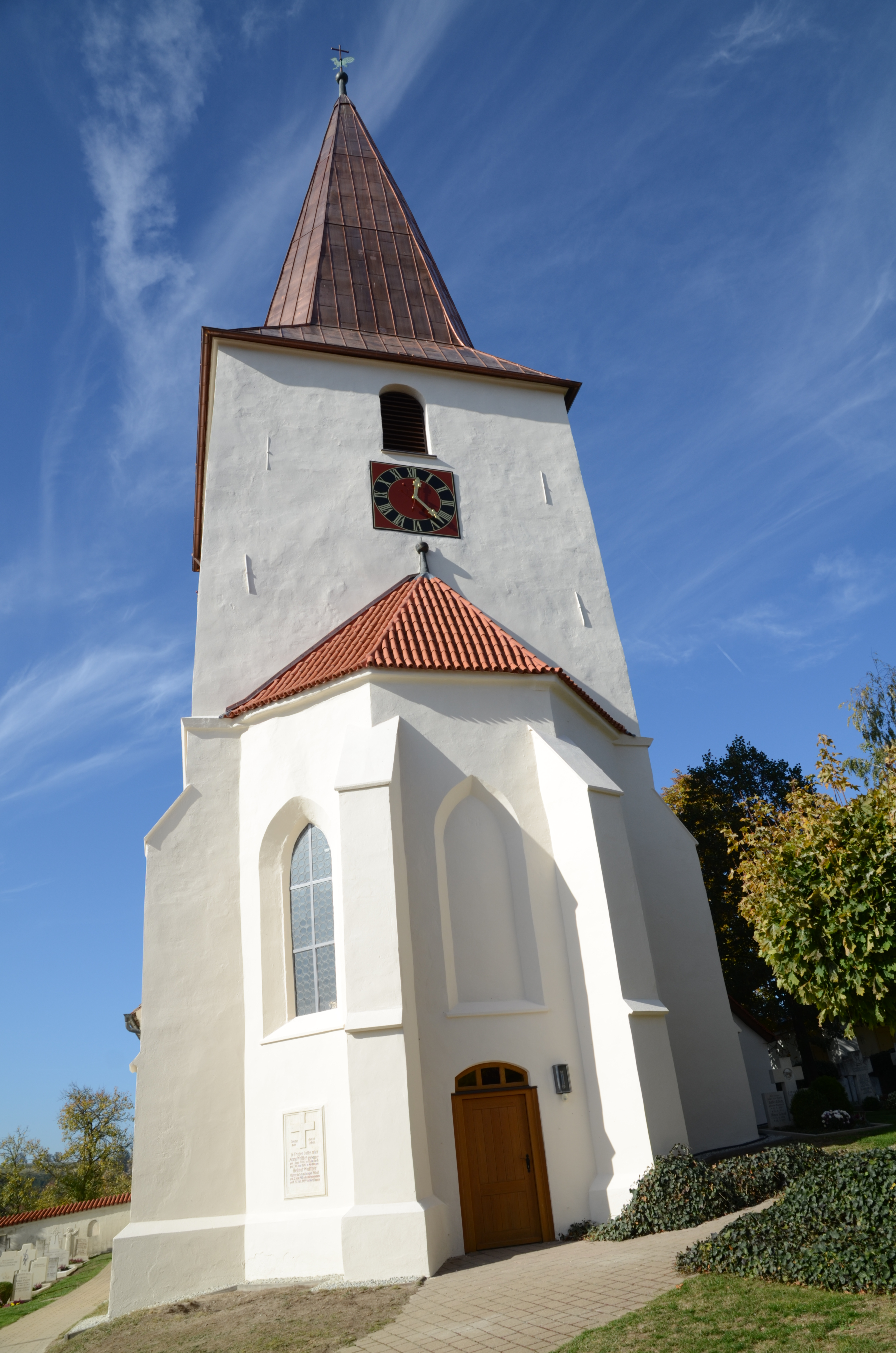
Marienkirche in Schmähingen

Die evangelisch-lutherische Marienkirche ist eine Pfarrkirche in Schmähingen, einem Stadtteil von Nördlingen im schwäbischen Landkreis Donau-Ries in Bayern. Das Bauwerk ist in der Liste der Baudenkmäler in Nördlingen als Baudenkmal unter der Nr. D-7-79-194-449 eingetragen. Die Pfarrei gehört zum Evangelisch-Lutherischen Dekanat Donau-Ries des Kirchenkreises Augsburg der Evangelisch-Lutherischen Kirche in Bayern.

## Beschreibung
Die Saalkirche besteht aus einem Chorturm, der 1436/38 erbaut wurde, an den Mitte des 15. Jahrhunderts nach Westen das Langhaus und der von Strebepfeilern gestützte Chor mit Fünfachtelschluss östlich des Chorturms angebaut wurden. Der Chorturm wurde später mit einem Geschoss, das die Turmuhr und den Glockenstuhl beherbergt, aufgestockt und mit einem spitzen Helm bedeckt. 
Der Innenraum des Langhauses ist mit einer Flachdecke überspannt, der des Chors mit einem Kreuzrippengewölbe. Auf der Deckenmalerei im Chor sind die Evangelistensymbole dargestellt. Der Altar mit einem Altarkreuz wurde am Ende des 15. Jahrhunderts aufgestellt. Auf der Empore über dem Altar steht die Orgel.